# Îles Lofoten
Les îles Lofoten (prononciation : /ˈlùːfuːtn̩/) sont un archipel du nord de la Norvège. Elles se situent en mer de Norvège, au large de Bodø et au nord du cercle polaire. Le Vestfjord, un bras de mer poissonneux, les sépare du continent.

## Toponymie
Lofoten (en vieux norrois : Lófót) est l'ancien nom de l'ile de Vestvåg. Le premier élément du mot est ló, « lynx », et le deuxième dérive de fótr, « pied », indiquant que la forme de l'île pourrait avoir été comparée au pied d'un lynx (l'ancien nom de l'ile voisine de Flakstad est Vargfót, « le pied du loup »).
En norvégien bokmål, les suffixes -en, -a et -ene correspondent aux articles définis français le, la et les. Dès lors, Lofoten est un nom masculin singulier et signifie simplement « le Lofot ».

## Géographie

### Généralités

Carte des îles Lofoten et Vesterålen.

Les îles Lofoten s'étendent entre le 67e et le 68e parallèle nord, suivant une direction sud-ouest, sur 200 km à partir des îles Vesterålen. Elles sont séparées du continent, au sud-est, par le Vestfjord. L'archipel a une superficie totale de 1 227 km2.
Les îles principales s'étendent sur environ 150 km, l'une à la suite de l'autre. Reliées par la route, il faut parcourir 168 km pour aller de Fiskebøl au nord à Å au sud. Du nord au sud (et d'est en ouest), il s'agit de :
- Austvågøya (l'île de Våg orientale en norvégien ; le suffixe -øy signifiant « île » et -øya, « l'île de »), la plus grande des îles avec une superficie de 526,7 km2 ;
- Gimsøya (l'île de Gims, 46,4 km2) ;
- Vestvågøya (l'île de Våg occidentale, 411,1 km2) ;
- Flakstadøya (l'île de Flakstad, 109,8 km2) ;
- Moskenesøya (l'île de Moskenes, 193,9 km2).

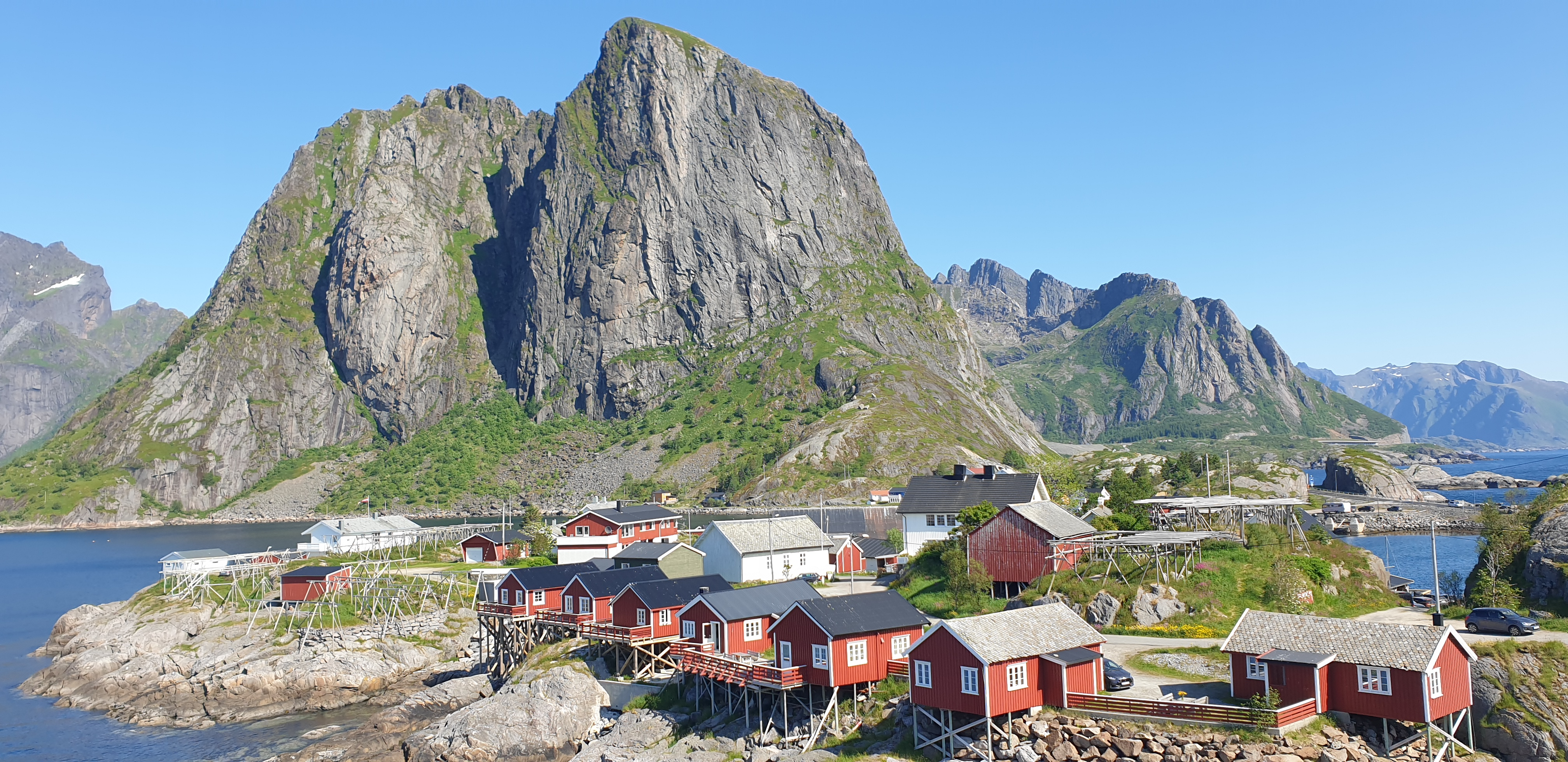
Hamnoy.

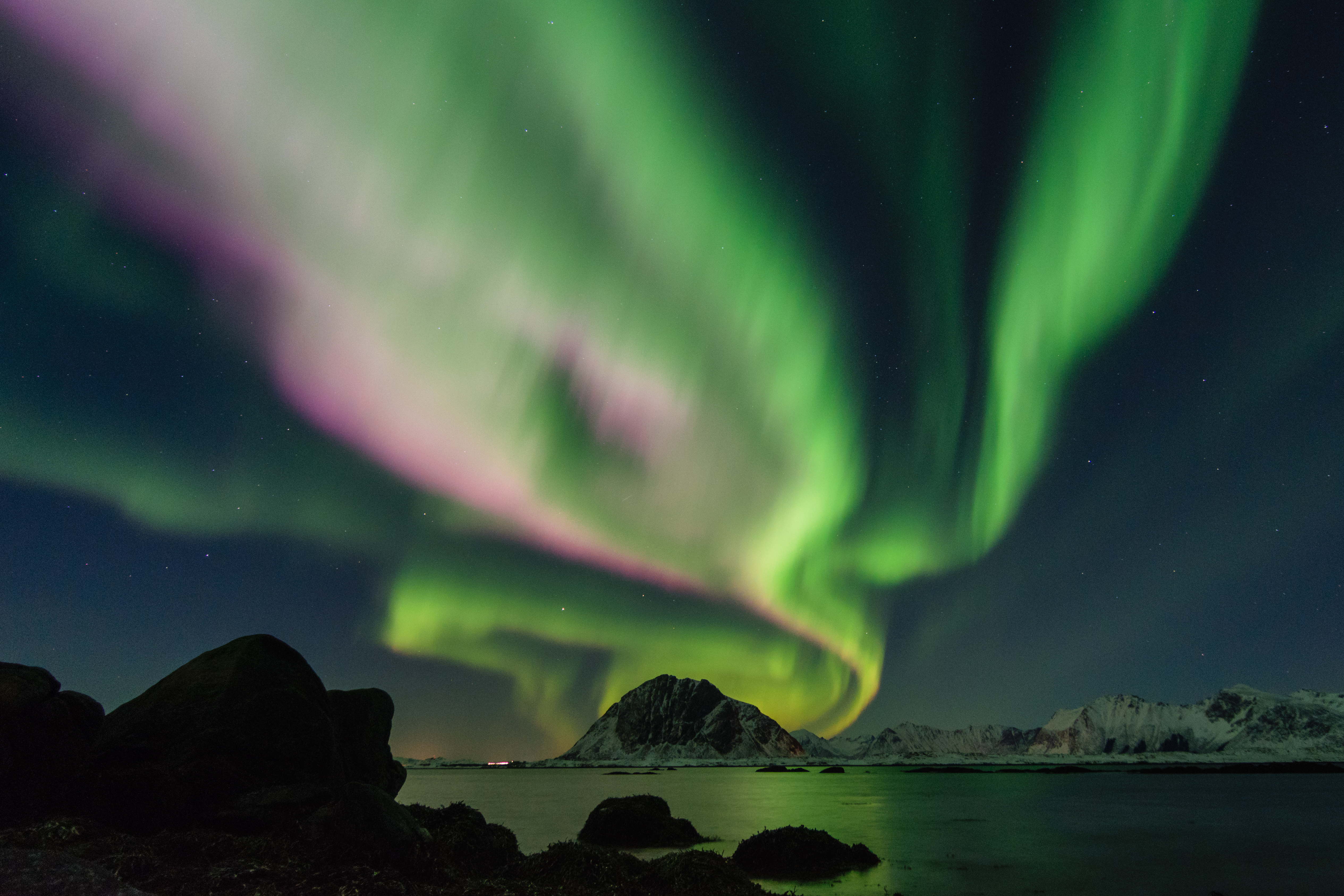
Une aurore boréale au-dessus des îles Lofoten.

À ces îles, il est possible d'ajouter la pointe sud d'Hinnøya, à l'est d'Austvågøya (Hinnøya est généralement considérée comme la plus grande des îles Vesterålen). Les limites de l'archipel ne sont pas définies avec précision et ont varié de façon significative au cours de l'histoire. Ces îles principales sont entourées de centaines d'îles plus petites et d'îlots.
Au sud-ouest de Moskenesøya se trouvent plusieurs îles, plus petites et nettement plus isolées :
- Mosken est séparée de la pointe sud de Moskenesøya par le Moskenstraumen, un système de courants et de tourbillons provoqués par la marée ;
- Værøy (île de Vær, 17 km2) est au sud-ouest de Mosken ;
- l'archipel de Røst est séparé du reste des Lofoten par le Røsthavet. Il comprend près de 400 îlots dont le plus grand, Røstlandet, mesure 3,6 km2.

L'archipel est divisé entre les kommune de Vågan, Vestvågøy, Flakstad, Moskenes, Værøy, et Røst. Les villes principales sont Leknes et Svolvær. La population de l'archipel s'établit aux alentours de 25 000 habitants, vivant traditionnellement de la pêche et aujourd'hui du tourisme.

### Topographie
Les Lofoten sont caractérisées par des montagnes et des pics, des baies protégées et des côtes découpées. Si le nord de l'archipel fournit des étendues herbeuses relativement importantes, le relief est de plus en plus escarpé au fur et à mesure que l'on descend vers le sud, laissant place à une forme caractéristique d'« Alpes dans la mer », où seule une étroite bande côtière est assez habitable. Le point culminant de l'archipel est le Higravstinden (1 148 m) sur Austvågøya.

### Climat
Les Lofoten sont le lieu de la plus grande anomalie positive de température hivernale par rapport à la latitude. L'archipel est bordé par le Gulf Stream et ses extensions, la dérive nord atlantique et le courant norvégien. Les étés et les hivers y sont particulièrement doux. Entre juin et août, les températures maximales peuvent ainsi dépasser les 15 °C, avec des moyennes de l'ordre de 10 °C.
Røst et Værøy sont les endroits du globe les plus nordiques où il est possible d'observer des températures moyennes au-dessus de 0 °C toute l'année. Les hivers sont légèrement plus froids dans la partie nord-est de l'archipel : Svolvær possède une moyenne de janvier de −1,5 °C ; les étés y sont légèrement plus chauds, avec des moyennes de juillet et août à 13 °C. Mai et juin sont les mois les plus secs, tandis qu'octobre connaît trois fois plus de précipitations. En journée, une température normale tourne autour de 9 °C en mai, 15 °C en juillet et 11 °C en septembre. Le record de température à Svolvær est de 30,4 °C.
Des vents forts peuvent se produire à la fin de l'automne et en hiver, mais ils sont rares de la fin mars à la mi-octobre. La neige et le grésil ne sont pas rares en hiver, les montagnes peuvent posséder des couches substantielles de neige et des avalanches sont possibles le long de certaines pentes abruptes. Par ailleurs, deux des trombes d'eau les plus meurtrières jamais enregistrées ont traversé les Lofoten.
À Svolvær, le jour polaire se produit du 25 mai au 17 juillet, et la nuit polaire du 4 décembre au 7 janvier. À Leknes, le Soleil ne descend pas sous l'horizon entre le 26 mai et le 17 juillet. La nuit est ininterrompue du 9 décembre au 4 janvier.
La température de la mer est enregistrée depuis 1935. Près de Skrova, à un mètre de profondeur, elle varie de 3 °C en mars à 14 °C en août, avec des pointes à 17 °C certaines années. À 200 m de profondeur, elle est proche de 8 °C toute l'année.
| Mois                     | jan. | fév. | mars | avril | mai | juin | jui. | août | sep. | oct. | nov. | déc. | année |
| ------------------------ | ---- | ---- | ---- | ----- | --- | ---- | ---- | ---- | ---- | ---- | ---- | ---- | ----- |
| Température moyenne (°C) | −1,5 | −1,8 | −0,3 | 2,2   | 6,5 | 10,1 | 13   | 13   | 9    | 5,2  | 1,8  | −0,5 | 4,7   |
| Précipitations (mm)      | 159  | 134  | 112  | 88    | 63  | 67   | 87   | 94   | 146  | 210  | 160  | 180  | 1 500 |

| Mois                     | jan. | fév. | mars | avril | mai | juin | jui. | août | sep. | oct. | nov. | déc. | année |
| ------------------------ | ---- | ---- | ---- | ----- | --- | ---- | ---- | ---- | ---- | ---- | ---- | ---- | ----- |
| Température moyenne (°C) | 1    | 0,8  | 1,5  | 3,1   | 6,2 | 8,9  | 11,2 | 11,4 | 9,2  | 6,5  | 3,7  | 1,7  | 5,4   |
| Précipitations (mm)      | 77   | 60   | 59   | 45    | 32  | 35   | 48   | 52   | 79   | 100  | 84   | 89   | 760   |

### Hydrographie
L'amplitude des marées et le dédale des îles donnent naissance à des flux de marée puissants dénommés maelstroms.

## Géologie
Les îles Lofoten sont constituées de roches parmi les plus anciennes sur Terre, datant de plus de 3 milliards d'années par endroits.

### Milieux naturels
L'archipel sert de refuge ornithologique où l'on a recensé des milliers de spécimens différents. Parmi elles, le très protégé pygargue à queue blanche ou aigle de mer.

## Histoire
Les premiers hommes dont on a retrouvé trace sur ces îles vivaient il y a 6 000 ans de la chasse (cerf, ours, renne, castor…) et de la pêche (poisson, phoque et baleine). Il y a 4 000 ans, le blé a commencé à être cultivé.
Des sites archéologiques démontrent une centralisation des noyaux de richesse et de pouvoir dès le VIe siècle.
L'île de Vestvåg fut un haut lieu de la civilisation viking.
C'est au XIIe siècle que les îles Lofoten connurent un essor important avec le commerce de la morue séchée, qui se vendait dans toute l'Europe. À cette époque, les îles Lofoten dépendaient de Bergen, ville de la Hanse.
La pêche prit un très grand essor à partir de 1860, lorsque d'immenses bancs de harengs vinrent l'hiver dans les eaux chaudes du Gulf Stream. La pêche des îles Lofoten représentera jusqu'à 80 % des exportations de la Norvège. Les ports de pêche appartiennent alors à un propriétaire qui loue les rorbus, (cabanes de pêche sur pilotis) aux pêcheurs.
En 1941 pendant l'occupation allemande, les îles furent par deux fois la cible des commandos britanniques : en mars lors de l'opération Claymore et en décembre pour l'opération Anklet, diversion de l'opération Archery.

## Activités

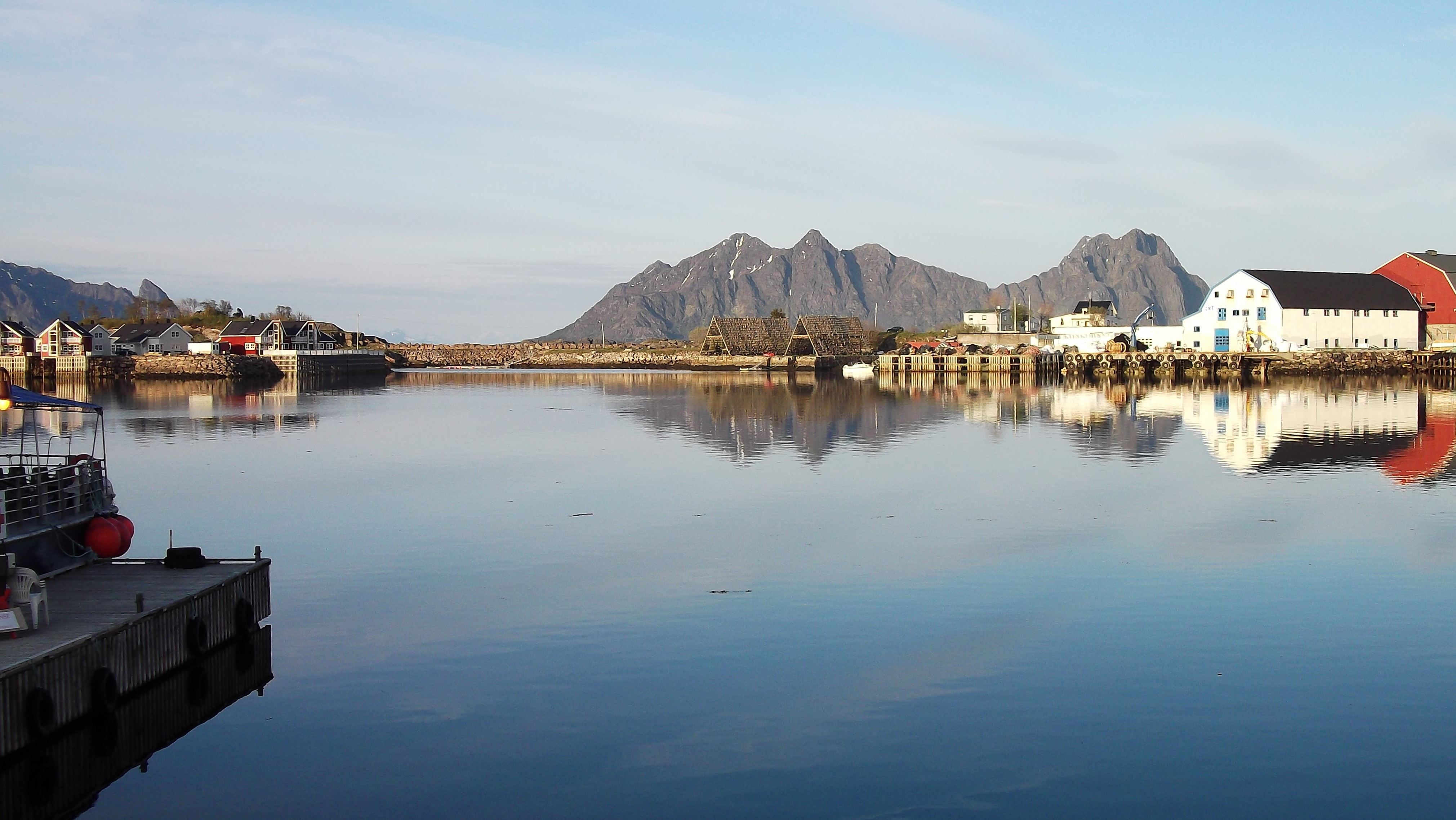
Port de Svolvaer, îles Lofoten.

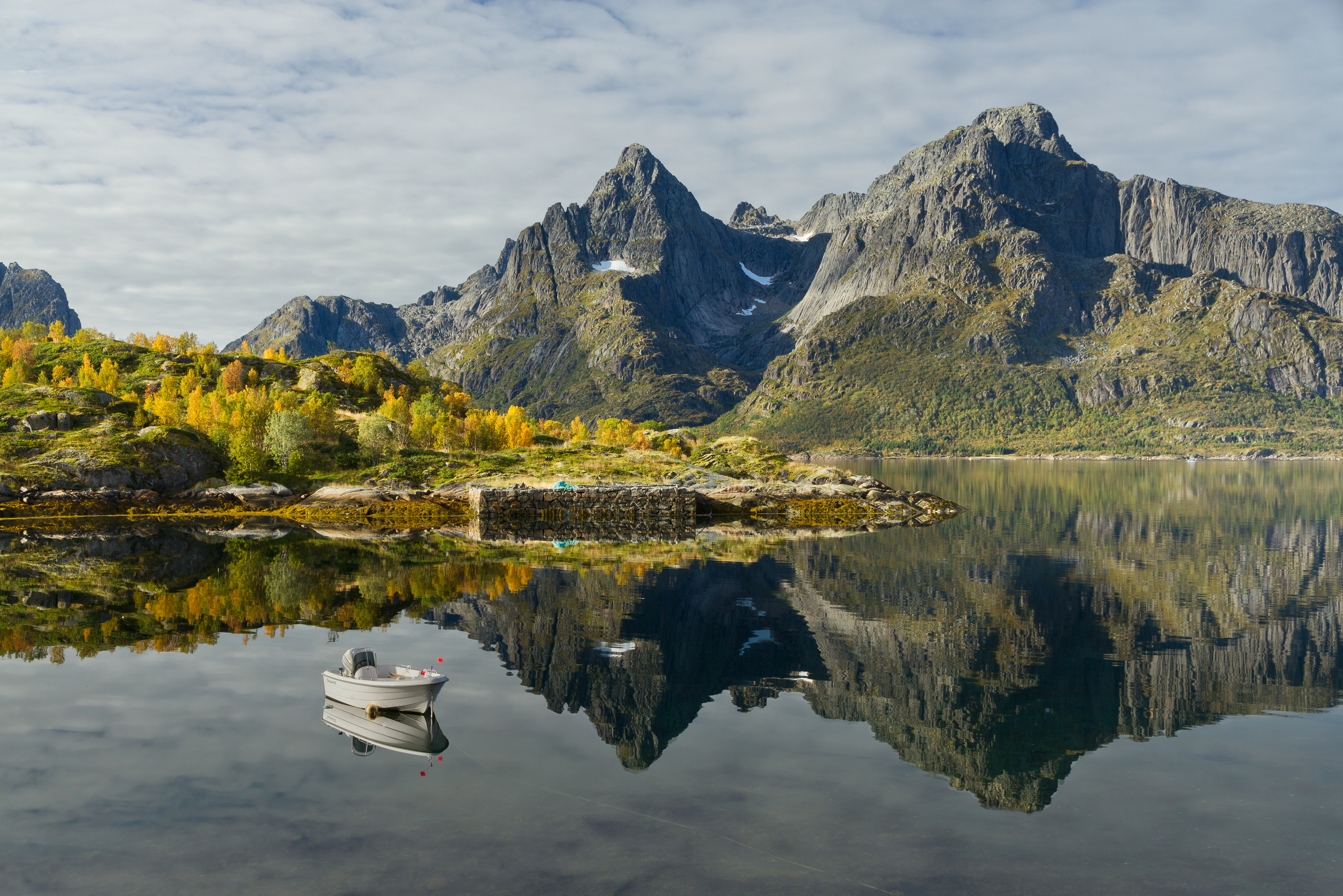
Le port de Digermulen sur l'île d'Hinnøya dans les Lofoten. Derrière, on voit les montagnes de Litlkorsnestinden et de Korsnestinden sur l'ile d'Austvågøya.

La pêche de la morue constitue encore l'activité principale des îles Lofoten. Chaque hiver, de nombreux pêcheurs viennent de tout le nord de la Norvège pour pêcher d'énormes quantités de poissons qui seront ensuite salés et séchés à l'air libre. Curieusement, aucun oiseau ne vient se nourrir de ces garde-manger abondants et facilement accessibles. Une des raisons avancées est la présence de sel.
Il a été nécessaire de réglementer fortement la pêche afin de laisser le poisson se reproduire. Après quelques années difficiles, un équilibre semble être revenu, notamment grâce au poisson d'élevage.
L'agriculture, bien que minoritaire est également présente, permettant l'exportation de viande et de produits laitiers.
Le tourisme se développe également beaucoup, principalement l'été. Les îles sont particulièrement propices à l'escalade et à la randonnée. Certains y pratiquent le surf du côté de Unstad et le ski de randonnée en hiver et au printemps.
Le cadre des îles Lofoten leur vaut de figurer régulièrement dans divers palmarès des plus belles îles au monde. À cela, il faut ajouter la possibilité d'observer le soleil de minuit, du 27 mai au 17 juillet, ainsi que la possibilité d'observer des baleines.
Le petit port de Hamnøy se situe dans le décor déchiqueté des îles Lofoten. De janvier à fin mars, les pêcheurs y traquent nuit et jour le skrei, également appelé morue de l'Atlantique, venu de la mer de Barents frayer dans les parages. Pendant la belle saison d'été, les propriétaires louent aux citadins leurs chalets sur pilotis peints souvent de couleurs vives.

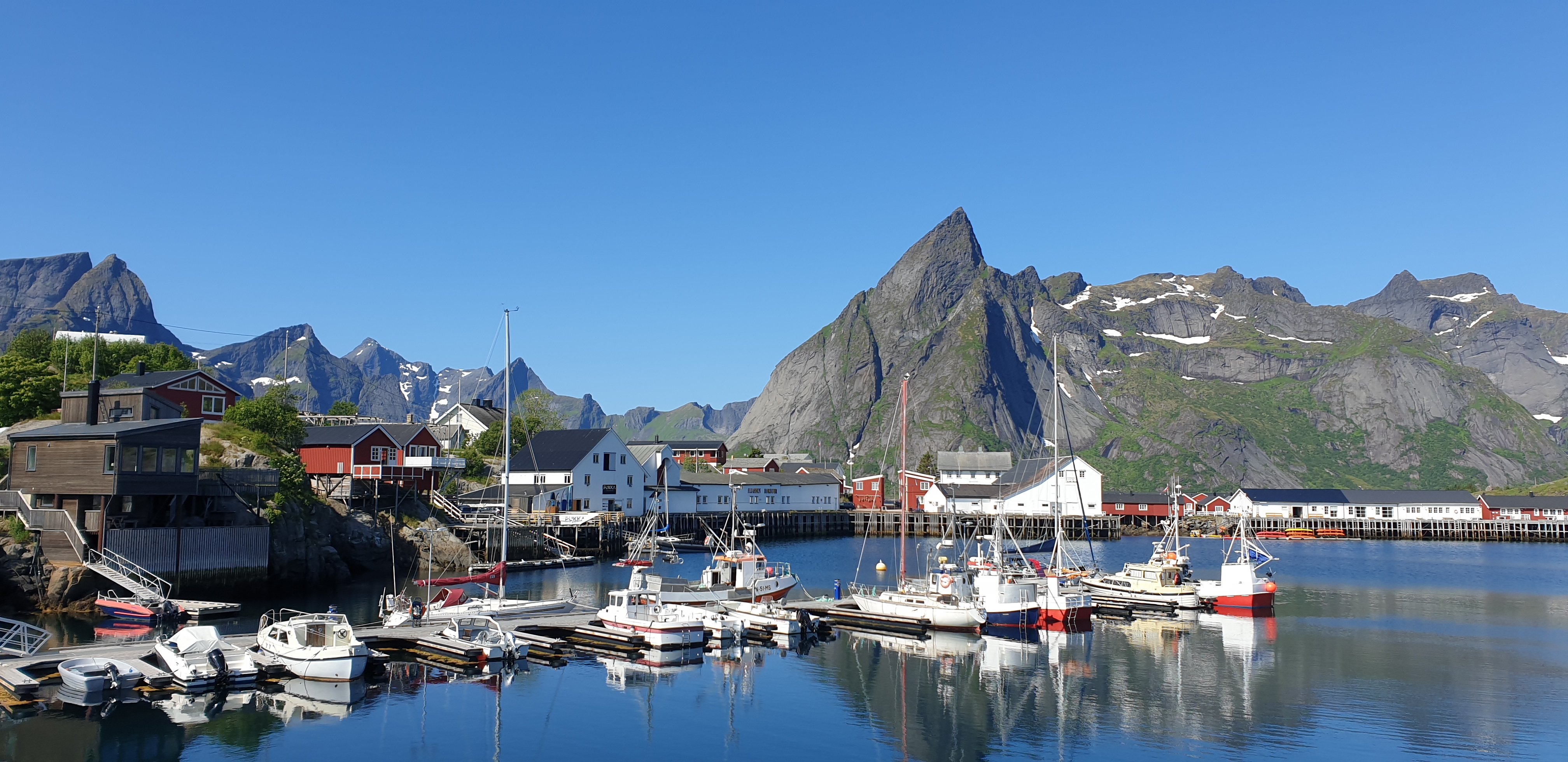
Hamnoy le port.

## Culture populaire
- Lofotens est le titre d'une chanson de Thomas Fersen figurant sur son album Le Bal des oiseaux.
- La chanteuse Juliette, dans son album Le Festin de Juliette, a mis en musique Tous les morts sont ivres, un poème d'Oscar Vendislas de Lubicz-Milosz qui fait une référence incessante à ces lieux.
- Lofoten est aussi évoqué dans Vagabonds, célèbre roman de Knut Hamsun, écrivain norvégien prix Nobel de littérature en 1920, auteur également de son chef-d'œuvre Les Fruits de la Terre / L'Éveil de la glèbe. Les personnages de Vagabonds subsistent tant bien que mal grâce à la pêche hivernale aux harengs.
- Les îles Lofoten sont le lieu principal du récit de Herbjørg Wassmo, Cent ans qui présente l'existence de 4 générations de femmes, depuis l'arrière grand-mère de l'écrivaine. Ce récit, paru en 2009 en Norvège, traduit en français chez Gaïa Éditions en 2011, est publié en octobre 2012 chez 10/18.
- Dans le roman Vingt Mille Lieues sous les mers de Jules Verne, le professeur Arronax, Conseil et Ned Land accostent sur l'une de ces iles à la fin du roman.